# جوني بيكر

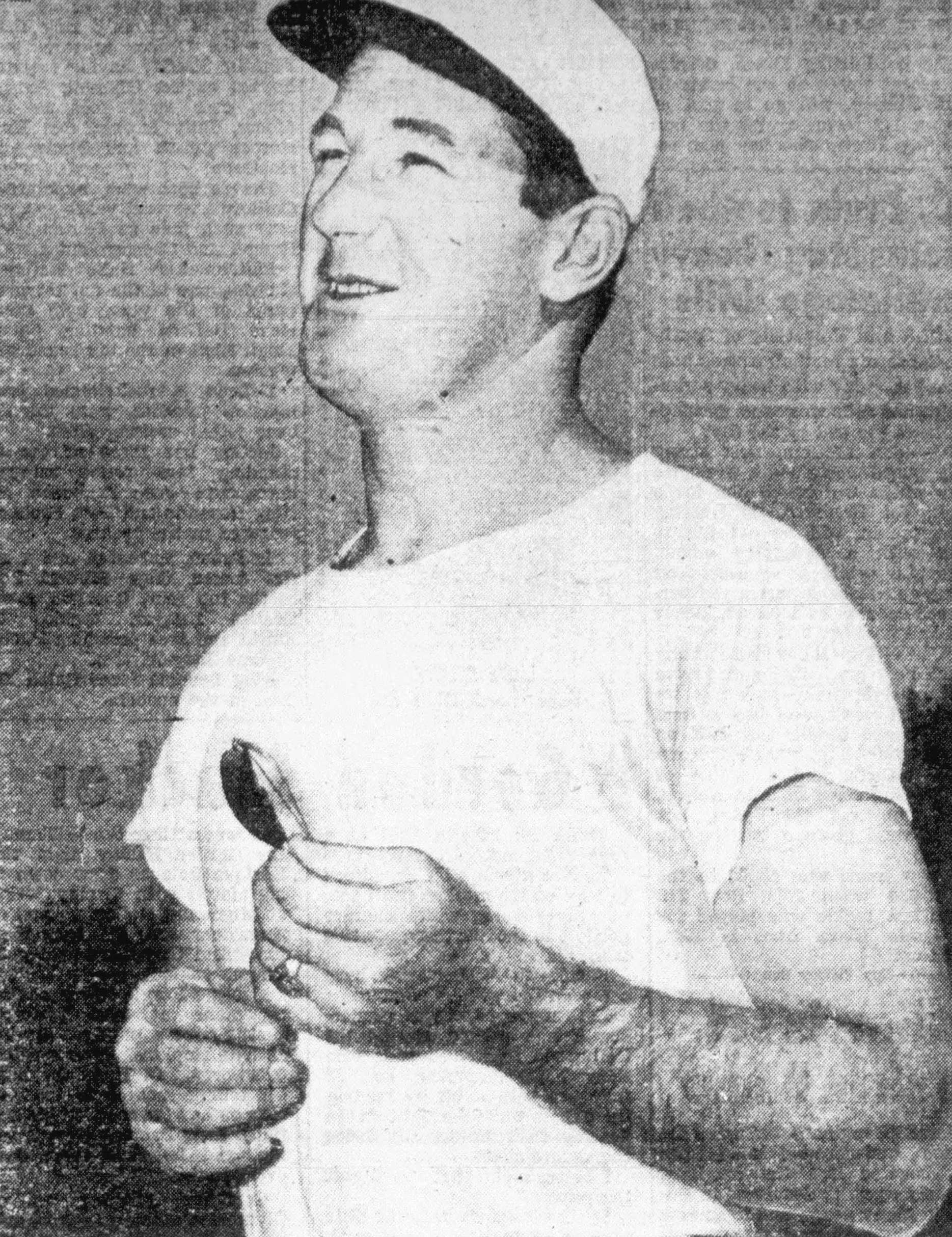
جوني بيكر عام 1945

جوني بيكر (بالإنجليزية: Johnny Baker) هو لاعب كرة قدم أمريكية أمريكي، ولد في 14 أغسطس 1907 في دينيسون في الولايات المتحدة، وتوفي في 6 فبراير 1979.